# Patrick Olsen
Patrick Haakon Olsen, född 23 april 1994, är en dansk fotbollsspelare som spelar för AGF.

## Karriär
Den 26 juni 2019 värvades Olsen av AaB, där han skrev på ett treårskontrakt. Den 19 augusti 2020 värvades Olsen av AGF, där han skrev på ett femårskontrakt.